# 2013 RF124
2013 RF124, também escrito como 2013 RF124, é um objeto transnetuniano (TNO) que é clasificado como cubewano. Ele possui uma magnitude absoluta de 6,59 e tem um diâmetro com cerca de 164 km.

## Descoberta
2013 RF124 foi descoberto no dia 2 de setembro de 2013 pelo Dark Energy Survey.

## Órbita
A órbita de 2013 RF124 tem uma excentricidade de 0,032 e possui um semieixo maior de 43,625 UA. O seu periélio leva o mesmo a uma distância de 42,197 UA em relação ao Sol e seu afélio a 45,053 UA.